# Liste des compagnies aériennes disparues
Il s'agit d'une liste des compagnies aériennes disparues, classées par ordre alphabétique par pays au sein de leurs continents respectifs.
- Liste des compagnies aériennes disparues en Afrique
- Liste des compagnies aériennes disparues en Asie